# Hutberg (Šluknovská pahorkatina, 431 m)
Hutberg (česky doslovně Strážný vrch) je 431 m vysoký vrch na území města Neustadt in Sachsen (místní část Oberottendorf) v zemském okrese Saské Švýcarsko-Východní Krušné hory v Sasku.

## Charakteristika
Vrch leží v německé části Šluknovské pahorkatiny (Lausitzer Bergland) a její mesogeochoře Západní hornolužická vrchovina (Westliches Oberlausitzer Bergland). Geologické podloží tvoří dvojslídý hybridní granodiorit. Převládajícím půdním typem je podzolová kambizem, kterou při úpatích doplňují parakambizem a glej až koluvizem. Severní a východní svahy náleží k povodí Wesenitz, ostatní pak k povodí Polenze. Celý vrch tak náleží k povodí Labe a k úmoří Severního moře. Většina Hutbergu je zemědělsky využívána. Vrch leží v chráněné krajinné oblasti Oberlausitzer Bergland.
Sedlem mezi Hutbergem a Schadensbergem prochází zemská silnice S 156, která vede na jih do Neustadtu in Sachsen a na sever do Bischofswerdy.